# Anse Schubert
L'anse Schubert (en anglais Schubert Inlet) est une petite baie de glace, longue de 26 km et large de 9 km, s'étendant entre les montagnes Colbert (en) (au nord) et Walton (en) (au sud), qui indente la côte ouest de l'Île Alexandre-Ier dans l'Antarctique. Toute l'année, elle reçoit une coulée de glace, principalement parce que l'entrée est à côté du Détroit de Wilkins (qui se trouve immédiatement à l'ouest).
Elle a été cartographiée pour la première fois par des photos aériennes prises par l'Expédition Ronne en 1947–1948, puis par D. Searle du British Antarctic Survey en 1960, et nommée par le UK Antarctic Place-Names Committee en hommage au compositeur autrichien Franz Schubert.

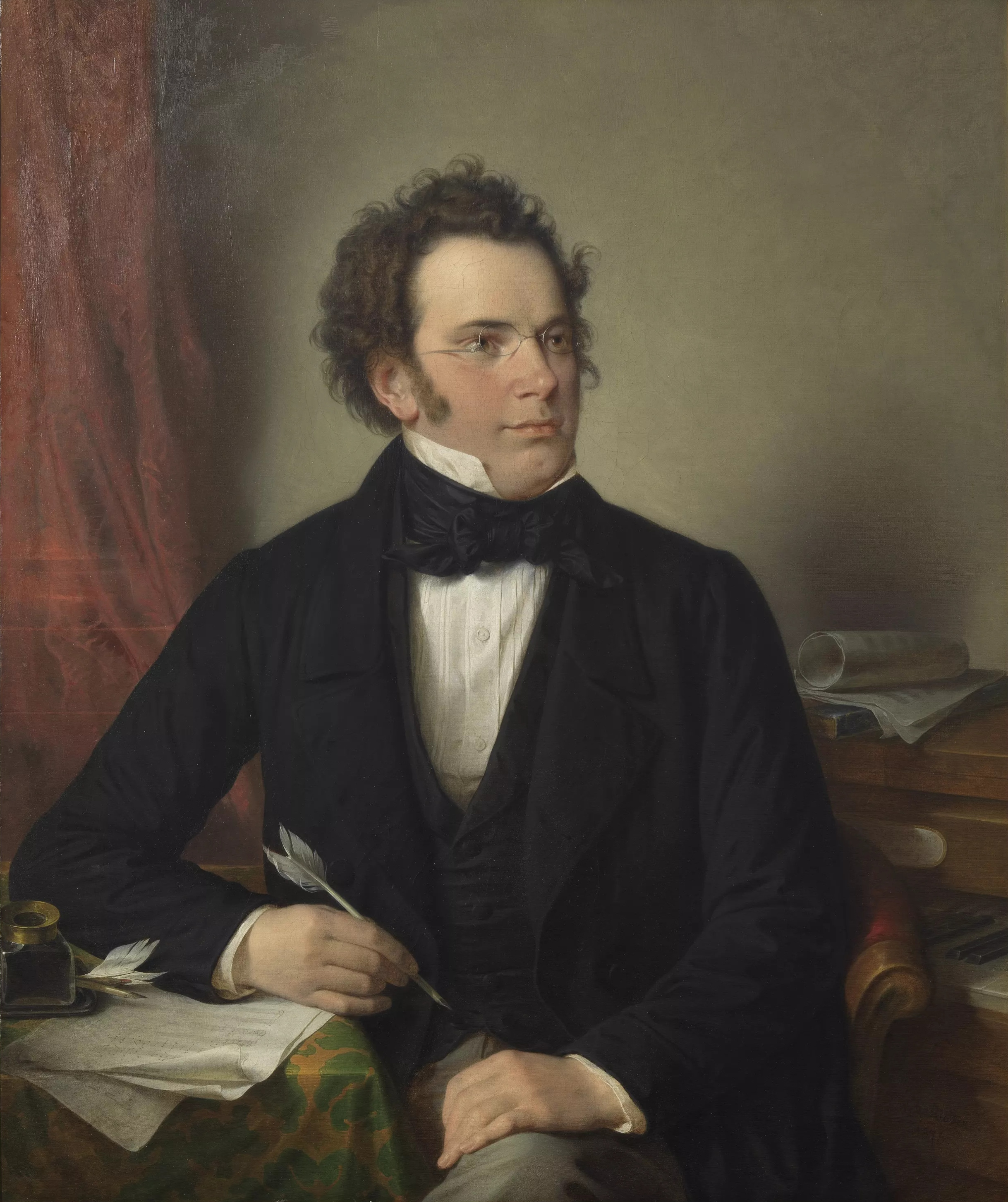
Peinture de 1875 du compositeur autrichien Franz Schubert par Wilhelm August Rieder.